# 기후미씨
기후미씨(高麗氏)는 일본에서 고구려 왕족을 조상으로 하는 도래 씨족으로, 시조는 구사나왕이다.

## 같이 보기
- 고구려의 역대 국왕
- 도래인
- 고마씨
- 구다라노코니키시씨
- 귀실씨(鬼室氏)
- 세나우씨(背奈氏)

## 참고 자료
- 北山茂夫『日本古代政治史の研究』、岩波書店、1959年
- 井上満郎「古代南山城と渡来人」京都府埋蔵文化財論集 第6集、京都府埋蔵文化財調査研究センター、2010年12月.
- 『城陽市史』第一巻第三章第二節一　「南山背の渡来人」,2002年